# Arena Football League 1994
Die Arena-Football-League-Saison 1994 war die achte Saison der Arena Football League (AFL). Ligameister wurden die Arizona Rattlers, die die Orlando Predators im ArenaBowl VIII bezwangen.

## Teilnehmende Mannschaften
In diesem Jahr spielten 11 Teams in der Liga.
Neu in der Liga waren die Massachusetts Marauders, Las Vegas Sting, Milwaukee Mustangs und die Fort Worth Cavalry. Von den Vorjahresteams waren die Detroit Drive, Dallas Texans und die Cincinnati Rockers ausgeschieden.

## Regular Season
| Abschlusstabelle          | Abschlusstabelle | Abschlusstabelle | Abschlusstabelle | Abschlusstabelle | Abschlusstabelle | Abschlusstabelle | Abschlusstabelle | Abschlusstabelle |
| Team                      | Overall          | Overall          | Overall          | Conference       | Conference       | Conference       | Scoring          | Scoring          |
| Team                      | S                | N                | SQ               | S                | N                | SQ               | P+               | P-               |
| ------------------------- | ---------------- | ---------------- | ---------------- | ---------------- | ---------------- | ---------------- | ---------------- | ---------------- |
| American Conference       |                  |                  |                  |                  |                  |                  |                  |                  |
| xy-Albany Firebirds       | 10               | 2                | .833             | 5                | 1                | .833             | 642              | 507              |
| y-Arizona Rattlers        | 8                | 4                | .667             | 5                | 1                | .833             | 525              | 441              |
| y-Massachusetts Marauders | 8                | 4                | .667             | 6                | 1                | .857             | 586              | 504              |
| y-Las Vegas Sting         | 5                | 7                | .417             | 2                | 5                | .286             | 372              | 484              |
| Cleveland Thunderbolts    | 2                | 10               | .167             | 1                | 5                | .167             | 445              | 548              |
| Milwaukee Mustangs        | 0                | 12               | .000             | 0                | 6                | .000             | 386              | 609              |
| National Conference       |                  |                  |                  |                  |                  |                  |                  |                  |
| xy-Orlando Predators      | 11               | 1                | .917             | 4                | 1                | .800             | 579              | 341              |
| y-Tampa Bay Storm         | 7                | 5                | .583             | 4                | 2                | .667             | 561              | 564              |
| y-Charlotte Rage          | 5                | 7                | .417             | 2                | 4                | .333             | 442              | 503              |
| y-Fort Worth Cavalry      | 5                | 7                | .417             | 3                | 2                | .600             | 556              | 490              |
| Miami Hooters             | 5                | 7                | .417             | 1                | 5                | .167             | 388              | 491              |

Legende:
| Siege              | Niederlagen           | Unentschieden        | SQ gewonnene Spiele (relativ) |
| P+ gemachte Punkte | P- gegnerische Punkte | x = Conference-Titel | y = Playoffs erreicht         |

## Playoffs
| Viertelfinale | Viertelfinale | Viertelfinale |    |               | Halbfinale | Halbfinale | Halbfinale |  |  | ArenaBowl VIII | ArenaBowl VIII | ArenaBowl VIII |
|               |               |               |    |               |            |            |            |  |  |                |                |                |
| 1             | Orlando       | 34            |    |               |            |            |            |  |  |                |                |                |
| 8             | Fort Worth    | 14            |    |               |            |            |            |  |  |                |                |                |
| 8             | Fort Worth    | 14            | 1  | Orlando       | 51         |            |            |  |  |                |                |                |
|               |               |               | 1  | Orlando       | 51         |            |            |  |  |                |                |                |
|               | 4             | Massachusetts | 42 |               |            |            |            |  |  |                |                |                |
| 4             | 4             | Massachusetts | 42 | Massachusetts | 58         |            |            |  |  |                |                |                |
| 4             |               |               |    | Massachusetts | 58         |            |            |  |  |                |                |                |
| 5             | Tampa Bay     | 51            |    |               |            |            |            |  |  |                |                |                |
| 5             | Tampa Bay     | 51            | 1  | Orlando       | 31         |            |            |  |  |                |                |                |
|               |               |               |    | Orlando       | 31         |            |            |  |  |                |                |                |
|               | 3             | Arizona       | 36 |               |            |            |            |  |  |                |                |                |
| 2             | 3             | Arizona       | 36 | Albany        | 49         |            |            |  |  |                |                |                |
| 2             |               |               |    | Albany        | 49         |            |            |  |  |                |                |                |
| 7             | Las Vegas     | 30            |    |               |            |            |            |  |  |                |                |                |
| 7             | Las Vegas     | 30            | 2  | Albany        | 33         |            |            |  |  |                |                |                |
|               |               |               | 2  | Albany        | 33         |            |            |  |  |                |                |                |
|               | 3             | Arizona       | 40 |               |            |            |            |  |  |                |                |                |
| 6             | 3             | Arizona       | 40 | Arizona       | 52         |            |            |  |  |                |                |                |
| 6             |               |               |    | Arizona       | 52         |            |            |  |  |                |                |                |
| 3             | Charlotte     | 24            |    |               |            |            |            |  |  |                |                |                |

### ArenaBowl VIII
Der ArenaBowl VIII wurde am 2. September 1994 in der Amway Arena in Orlando, Florida, ausgetragen. Das Spiel verfolgten 14.368 Zuschauer.
| ArenaBowl VIII | ArenaBowl VIII    | ArenaBowl VIII |
| -------------- | ----------------- | -------------- |
| 1              | Orlando Predators | 31             |
| 3              | Arizona Rattlers  | 36             |

## Regular Season Awards
| Award                | Winner       | Position                     | Team              |
| -------------------- | ------------ | ---------------------------- | ----------------- |
| Most Valuable Player | Eddie Brown  | Wide Receiver/Defensive Back | Albany Firebirds  |
| Ironman of the Year  | Barry Wagner | Wide Receiver/Defensive Back | Orlando Predators |
| Coach of the Year    | Perry Moss   | Head Coach                   | Orlando Predators |

## Zuschauertabelle
| Team                    | Zuschauerschnitt |
| ----------------------- | ---------------- |
| Albany Firebirds        | 12.351           |
| Arizona Rattlers        | 15.051           |
| Charlotte Rage          | 9.975            |
| Cleveland Thunderbolts  | 5.693            |
| Fort Worth Cavalry      | 4.918            |
| Las Vegas Sting         | 6.413            |
| Massachusetts Marauders | 7.474            |
| Miami Hooters           | 18.629           |
| Milwaukee Mustangs      | 14.231           |
| Orlando Predators       | 14.017           |
| Tampa Bay Storm         | 18.211           |
| Ligadurchschnitt        | 10.748           |